# Комуністична партія Куби
Комуністична партія Куби (КПК, ісп. Partido Comunista de Cuba) — керівна кубинська ліва політична партія, заснована в 1925 році й відтворена 3 жовтня 1965 року.

## Історія
Була заснована в Гавані в серпні 1925 року як Комуністична партія Куби (ісп. Partido Comunista Cubano). Засновниками партії були Карлос Баліньо, Хуліо Антоніо Мелья і Хосе Мігель Перес Перес. В 1926 КПК була оголошена поза законом і аж до вересня 1938 діяла в підпіллі.
Вийшовши з підпілля, в умовах наростання демократичного руху в країні, КПК узяла в 1939 участь у виборах в Установчі збори, отримавши 6 депутатських місць. Депутати-комуністи зіграли видну роль у підготовці та прийнятті прогресивної конституції 1940. У тому ж році, в результаті об'єднання КПК і Революційного союзу, отримала назву Революційно-комуністичний союз; генеральним секретарем став Блас Рока, а головою — Хуан Марінельо. Лідер комуністів Карлос Рафаель Родрігес увійшов в уряд Батісти. У січні 1944 партія була перейменована в Народно-соціалістичну партію Куби (НСПК).

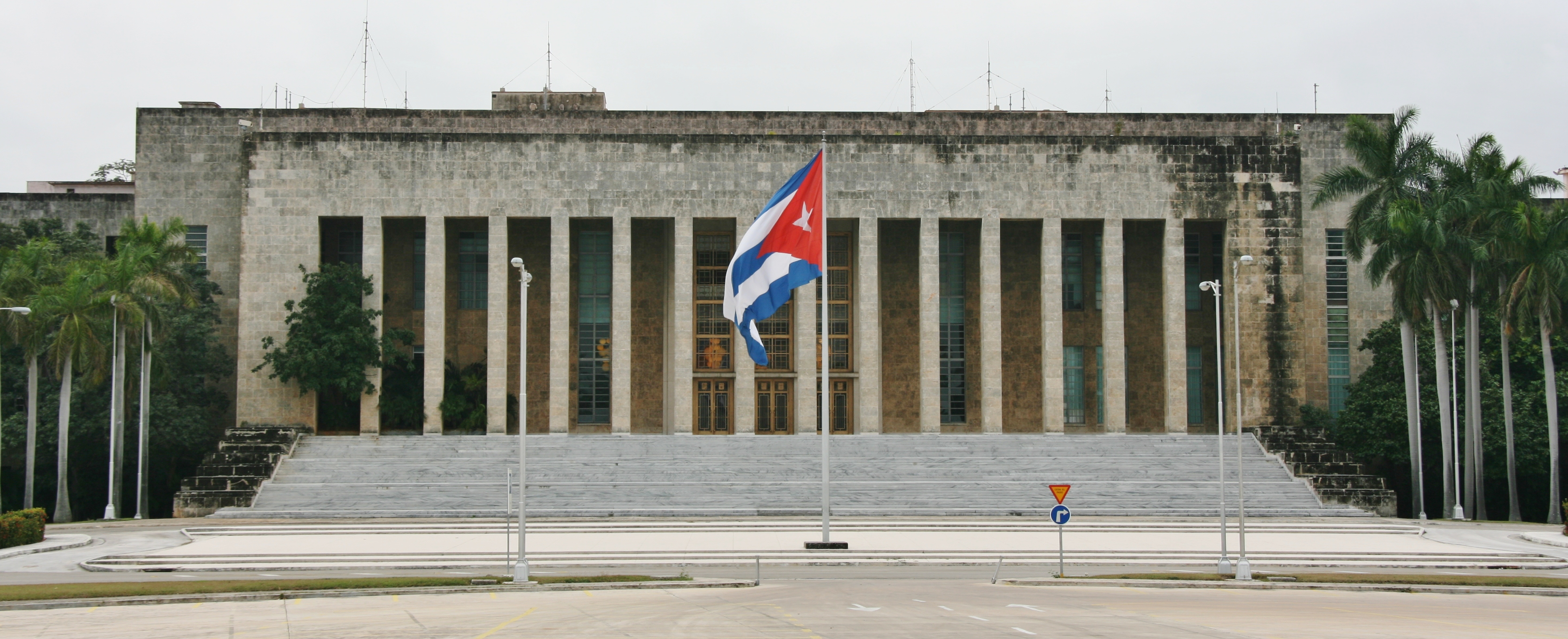
Будівля ЦК Комуністичної партії Куби

Після державного перевороту 1952 і встановлення Фульхенсіо Батістою диктаторського режиму НСПК виступила проти нього і в листопаді 1953 діяльність партії була заборонена. В 1958 НСПК виступила на підтримку повстанців Фіделя Кастро.
У 1961 НСПК об'єдналася з «Рухом 26 липня» і з «Революційним директоратом 13 березня», утворивши Об'єднані революційні організації (ісп. Organizaciones Revolucionarias Integradas), які в 1962-1963 були перетворені в Єдину партію соціалістичної революції Куби (ісп. Partido Unido de la Revolución Socialista de Cuba). У жовтні 1965 остання була перейменована в Комуністичну партію Куби.
У тому ж 1965 партія організувала свій Центральний Комітет на завершення процесу об'єднання всіх революціонерів. У 1975 році пройшов I З'їзд КПК, наступні проходили в 1980, 1986, 1991, 1997 і 2011 роках.
Протягом останніх 40 років КПК демонструє високий рівень єдності, перший і останній в її історії внутрішньопартійний диспут, т. з. Справа про мікрофракції, мав місце в 1968 році.